# Hounsfield
Hounsfield es un pueblo ubicado en el condado de Jefferson en el estado estadounidense de Nueva York. En el año 2000 tenía una población de 3,323 habitantes y una densidad poblacional de 26 personas por km².

## Geografía
Hounsfield se encuentra ubicado en las coordenadas 43°56′46″N 75°4′45″O / 43.94611, -75.07917.

## Demografía
Según la Oficina del Censo en 2000 los ingresos medios por hogar en la localidad eran de $ 42,011 y los ingresos medios por familia eran $47,742. Los hombres tenían unos ingresos medios de $32,464 frente a los $26,406 para las mujeres. La renta per cápita para la localidad era de $19,806. Alrededor del 10.6% de la población estaban por debajo del umbral de pobreza.